# Месешеній-де-Жос (комуна)
Месешеній-де-Жос (рум. Meseșenii de Jos) — комуна у повіті Селаж в Румунії. До складу комуни входять такі села (дані про населення за 2002 рік):
- Агіреш (1318 осіб)
- Месешеній-де-Жос (706 осіб) — адміністративний центр комуни
- Месешеній-де-Сус (889 осіб)
- Фетіндія (165 осіб)

Комуна розташована на відстані 388 км на північний захід від Бухареста, 8 км на південний захід від Залеу, 64 км на північний захід від Клуж-Напоки.

## Населення
За даними перепису населення 2002 року у комуні проживали 3078 осіб.
Національний склад населення комуни:
| Національність | Кількість осіб | Відсоток |
| -------------- | -------------- | -------- |
| румуни         | 2069           | 67,2%    |
| угорці         | 944            | 30,7%    |
| цигани         | 65             | 2,1%     |

Рідною мовою назвали:
| Мова      | Кількість осіб | Відсоток |
| --------- | -------------- | -------- |
| румунська | 2131           | 69,2%    |
| угорська  | 937            | 30,4%    |
| циганська | 10             | 0,3%     |

Склад населення комуни за віросповіданням:
| Релігія        | Кількість осіб | Відсоток |
| -------------- | -------------- | -------- |
| православні    | 1873           | 60,9%    |
| реформати      | 771            | 25,0%    |
| п'ятдесятники  | 254            | 8,3%     |
| баптисти       | 134            | 4,4%     |
| греко-католики | 23             | 0,7%     |
| римо-католики  | 11             | 0,4%     |
| адвентисти     | 3              | 0,1%     |
| лютерани       | 1              | < 0,1%   |
| атеїсти        | 1              | < 0,1%   |